# チャウカンディ古墓群
チョーカンディ古墓群（ウルドゥー語 : چوکنڈی قبرستان . シンド語 : چوڪُنڊي）は、パキスタン・シンド省カラチより東に29kmに位置する。
15世紀から18世紀のムガル帝国統治時期に建造されたムスリム古墓群。当地は部落墓地となっている。